# L'Assaut
L'Assaut é um thriller de ação francês de 2010 dirigido por Julien Leclercq, baseado no sequestro do voo 8969 da Air France, em 1994, por terroristas fundamentalistas islâmicos argelinos e na operação para libertar os reféns pelo GIGN, a unidade contraterrorista de elite da Gendarmaria Nacional Francesa. Estrelam Vincent Elbaz, Gregori Derangère e Mélanie Bernier.

## Sinopse
Na Argélia devastada pela guerra, quatro terroristas sequestram um Airbus da Air France com destino a Paris. Eles exigem a libertação de seus irmãos de armas. No entanto, em sua chegada à França, a força policial de elite francesa GIGN espera evitar a tragédia e pôr fim à crise.

## Elenco

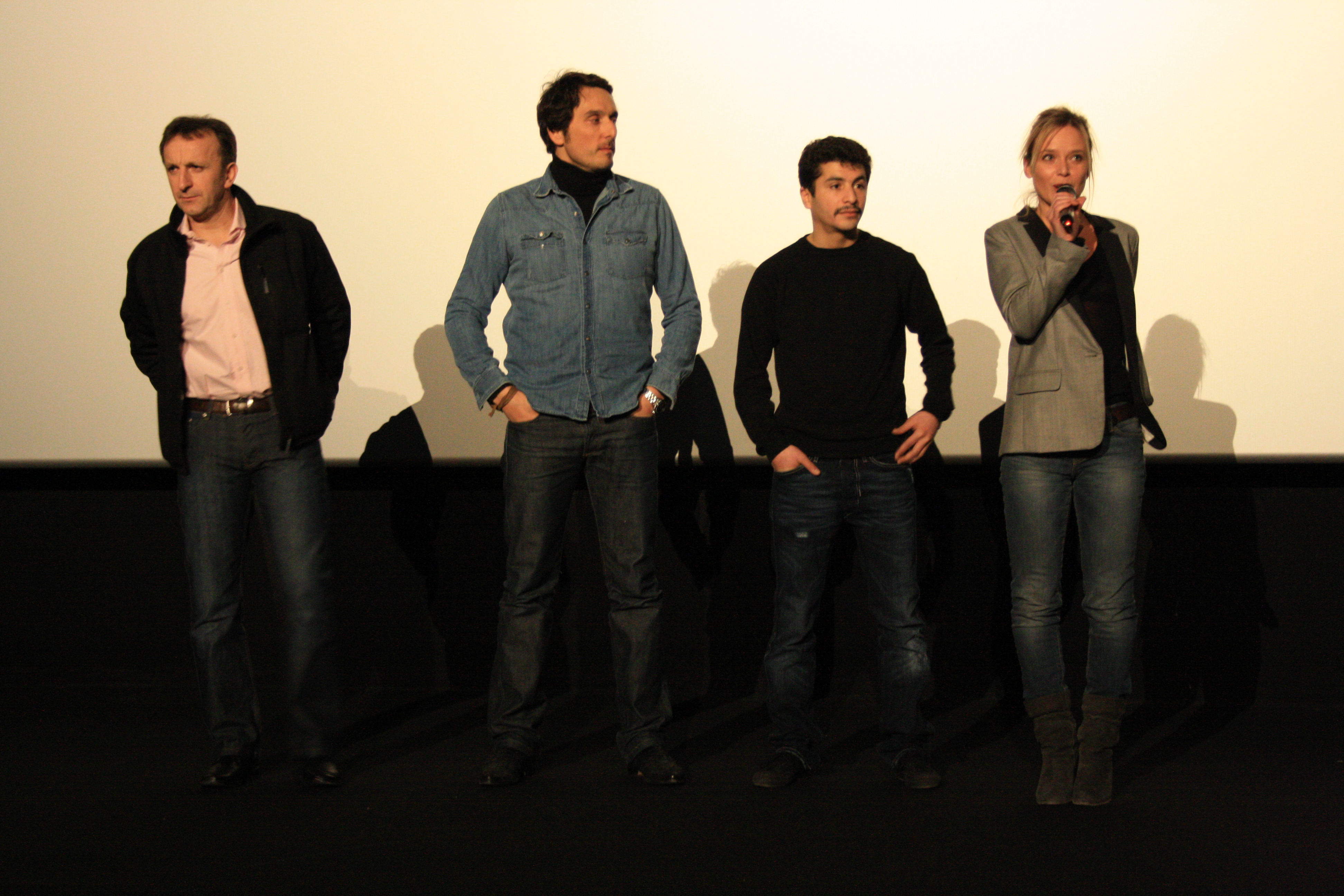
O elenco na estreia do filme em Montigny-le-Bretonneux, na França.

| Ator               | Personagem           | Detalhes                        |
| ------------------ | -------------------- | ------------------------------- |
| Vincent Elbaz      | Thierry Prungnaud    | Operador do GIGN ferido na ação |
| Grégori Derangère  | Comante Denis Favier | Comandante da operação          |
| Mélanie Bernier    | Carole Jeanton       |                                 |
| Aymen Saïdi        | Yahia                |                                 |
| Chems Dahmani      | Mustapha             |                                 |
| Djanis Bouzyani    | Salim                |                                 |
| Marie Guillard     | Claire Prungnaud     |                                 |
| Naturel Le Ruyet   | Emma                 |                                 |
| Philippe Bas       | Didier               |                                 |
| Antoine Basler     | Solignac             |                                 |
| Philippe Cura      | Roland Môntins       |                                 |
| Mohid Abid         | Makhlouf             |                                 |
| Fatima Adoum       | Djida                |                                 |
| Hugo Becker        | Vincent Leroy        |                                 |
| Abdelhafid Metalsi | Ali Touchent         |                                 |
| Claire Chazal      | Âncora do noticiário |                                 |

## Recepção
Em junho de 2020, o site de agregação de avaliações Rotten Tomatoes relatou um índice de aprovação de 53%, com base em 145 avaliações, com uma pontuação média de 5,86/10. No Metacritic, que atribui uma classificação normalizada de 0 a 100 para avaliações de críticos tradicionais, o filme recebeu uma pontuação média de 55, com base em 7 avaliações, indicando "críticas mistas ou médias".